# La Mécanique de l'amour
Albums de Stefie Shock
Tubes, remixes et prémonitions
La Mécanique de l'amour est le 5e album de l'interprète-compositeur Stefie Shock.

## Liste des morceaux
1. L'amour est pur l'amour est dur (2:15)
2. Un jour sur deux (3:09)
3. Karma (3:28)
4. La mécanique de l'amour (4:05)
5. Bright Side Of The Moon (3:12)
6. Dévaste-moi (2:42)
7. Je brise, chérie (3:24)
8. Middle Of A Dream (2:26)
9. Nénuphar (3:41)
10. Zobi la mouche (3:01)